# Lobão da Beira
Lobão da Beira es una freguesia portuguesa del concelho de Tondela, con 14,11 km² de superficie y 1.207 habitantes (2001). Su densidad de población es de 85,5 hab/km².